# 卡特伦堡-林道
卡特伦堡-林道（發音：[ˈkatlənbʊʁk ˈlɪndaʊ]）是德国下萨克森州诺特海姆县的市镇，面积71.52平方千米，2023年12月31日人口为7,114人。